# Mouvement de résistance
Pour les articles homonymes, voir Résistance.
Un mouvement de résistance est un groupe organisé de personnes qui tentent de résister au gouvernement ou à une puissance occupante, provoquant des perturbations et des troubles dans l'ordre civil et la stabilité. Un tel mouvement peut chercher à atteindre ses objectifs soit par le recours à la résistance violente ou non-violente (parfois appelée résistance civile), soit par le recours à la force, armée ou non. 
Dans de nombreux cas, comme par exemple aux États-Unis pendant la révolution américaine ou en Norvège pendant la Seconde Guerre mondiale, un mouvement de résistance peut employer des méthodes à la fois violentes et non violentes, opérant généralement sous différentes organisations et agissant dans différentes phases ou zones géographiques au sein d'un pays.

## Étymologie
L'Oxford English Dictionary enregistre l'utilisation du mot « résistance » dans le sens d'une opposition organisée à un envahisseur à partir de 1862. L'usage moderne du terme « résistance » s'est répandu à partir de l'auto-désignation de nombreux mouvements pendant la Seconde Guerre mondiale, en particulier la Résistance française. Le terme est encore fortement lié au contexte des événements de 1939-1945, et particulièrement aux mouvements d’opposition dans les pays occupés par l’Axe. Utiliser le terme « résistance » pour désigner un mouvement répondant à la définition d’avant la Seconde Guerre mondiale peut être considéré par certains comme un anachronisme. Cependant, de tels mouvements existaient avant la Seconde Guerre mondiale (bien que souvent appelés sous des noms différents), et il y en a eu beaucoup après – par exemple dans les luttes contre le colonialisme et les occupations militaires étrangères.

## Polémique concernant la définition
Concernant la légalité des mouvements de résistance armée en droit international, il existe un différend entre États depuis au moins 1899, date à laquelle a eu lieu la première codification majeure des lois de la guerre sous la forme d'une série de traités internationaux. Dans le préambule de la conférence de La Haye de 1899 sur la guerre terrestre, la clause de Martens est introduite comme une formulation de compromis pour le différend entre les grandes puissances considérant les francs-tireurs comme des combattants illégaux passibles d'exécution lors de leur capture et les petits États affirmant qu'ils doivent être considérés comme des combattants légaux,.
Plus récemment le Protocole additionnel de 1977 des Conventions de Genève du 12 août 1949, et relatif à la protection des victimes des conflits armés internationaux, est référé à l'article 1, paragraphe 4 des conflits armés « ... dans lesquels les peuples luttent contre la domination coloniale et l'occupation étrangère et contre les régimes racistes... ». Cette phraséologie (selon les États-Unis, pays ayant refusé de ratifier le Protocole), contient de nombreuses ambiguïtés qui obscurcissent la question de savoir qui est ou n'est pas un combattant légitime: en fin de compte, de l'avis du gouvernement américain, la distinction n'est qu'un jugement politique.
Certaines définitions du mouvement de résistance se sont révélées controversées. Ainsi, selon le point de vue du gouvernement d'un État, un mouvement de résistance peut ou non être qualifié de groupe terroriste : les membres d'un mouvement de résistance pouvant être considérés comme des combattants légaux ou illégaux et s'ils sont reconnus comme ayant le droit de résister à l'occupation.

## Combattant de la liberté

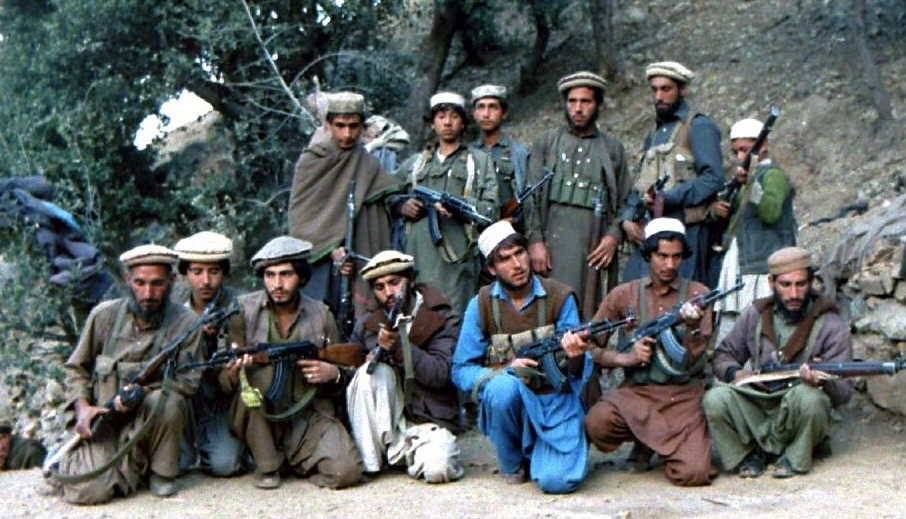
Un groupe de moudjahidines afghans, anciennement considérés comme des combattants de la liberté par les pays occidentaux, en octobre 1987.

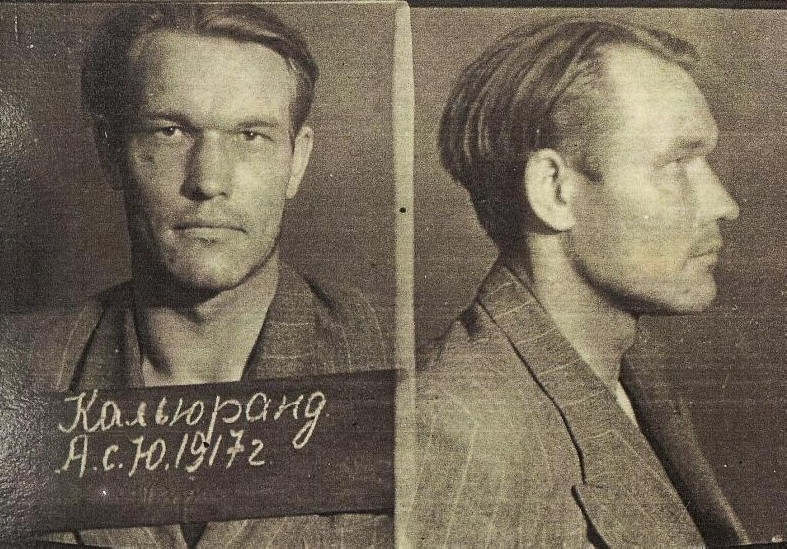
Photo d'Ants Kaljurand, célèbre combattant de la liberté estonien et collaborateur nazi.

Un combattant de la liberté est un autre terme désignant ceux luttant pour obtenir la liberté politique pour eux-mêmes ou pour obtenir la liberté pour les autres. Bien que le sens littéral de ces mots puisse inclure « toute personne qui lutte pour la cause de la liberté », dans l'usage courant, il peut être limité à ceux étant activement impliqués dans une rébellion armée, plutôt qu'à ceux faisant campagne pour la liberté par des moyens pacifiques, ou ceux qui luttent violemment pour la liberté d'autrui en dehors du contexte d'un soulèvement (bien que ce titre puisse être appliqué dans son sens littéral).
D'une manière générale, les combattants de la liberté sont des personnes utilisant la force physique pour provoquer un changement dans l'ordre politique et/ou social afin d'obtenir des droits libres pour leur peuple. Des exemples notables incluent Umkhonto we Sizwe en Afrique du Sud, les Fils de la Liberté pendant la révolution américaine, l'Armée républicaine irlandaise en Irlande et en Irlande du Nord, le front populaire de libération de l'Érythrée et l'Armée de résistance nationale en Ouganda, qui sont considérés comme des combattants de la liberté par leurs partisans. Cependant, une personne qui fait campagne pour la liberté par des moyens pacifiques peut toujours être considérée comme un combattant de la liberté, même si dans l'usage courant, elle est appelée activiste politique, comme dans le cas du Mouvement de conscience noire. En Inde, « combattant de la liberté » est une catégorie officiellement reconnue par le gouvernement indien couvrant ceux ayant pris part au mouvement indépendantiste du pays ; les personnes de cette catégorie (peuvent également inclure les membres de la famille à charge) bénéficient de pensions et d'autres avantages tels que des tarifs ferroviaires spéciaux.
Les personnes décrites comme combattants de la liberté sont souvent appelées à tort assassins, rebelles, insurgés ou terroristes. Les combattants de la liberté ciblent uniquement des cibles militaires et non des civils. Cela conduit au faux aphorisme selon lequel « le terroriste d’un homme est le combattant de la liberté d’un autre ». La mesure dans laquelle cela se produit dépend de divers facteurs spécifiques à la lutte dans laquelle un groupe de combattants de la liberté donné est engagé.
Pendant la guerre froide, le terme combattant de la liberté est utilisé pour la première fois en référence aux rebelles hongrois en 1956. Ronald Reagan a choisi ce terme pour expliquer le soutien américain aux rebelles dans les pays contrôlés par des États communistes ou perçus comme étant sous l'influence de l'Union soviétique, notamment les Contras au Nicaragua, l'UNITA en Angola et les moudjahidines multifactionnels en Afghanistan.
Dans les médias, la BBC tente d'éviter les expressions « terroriste » ou « combattant de la liberté », sauf dans les citations attribuées, au profit de termes plus neutres tels que « militant », « guérilla », « assassin », « insurgé », « rebelle », « paramilitaire » ou « milice ».

## Mouvements de résistance notables
Les exemples suivants sont des groupes ayant été considérés ou qui s'identifiaient en tant que mouvement. Il s’agit pour la plupart, mais pas exclusivement, de mouvements de résistance armée. Pour les mouvements et les phases d'activité impliquant des méthodes non violentes, voir résistance civile et résistance non violente.

### Avant le XXesiècle

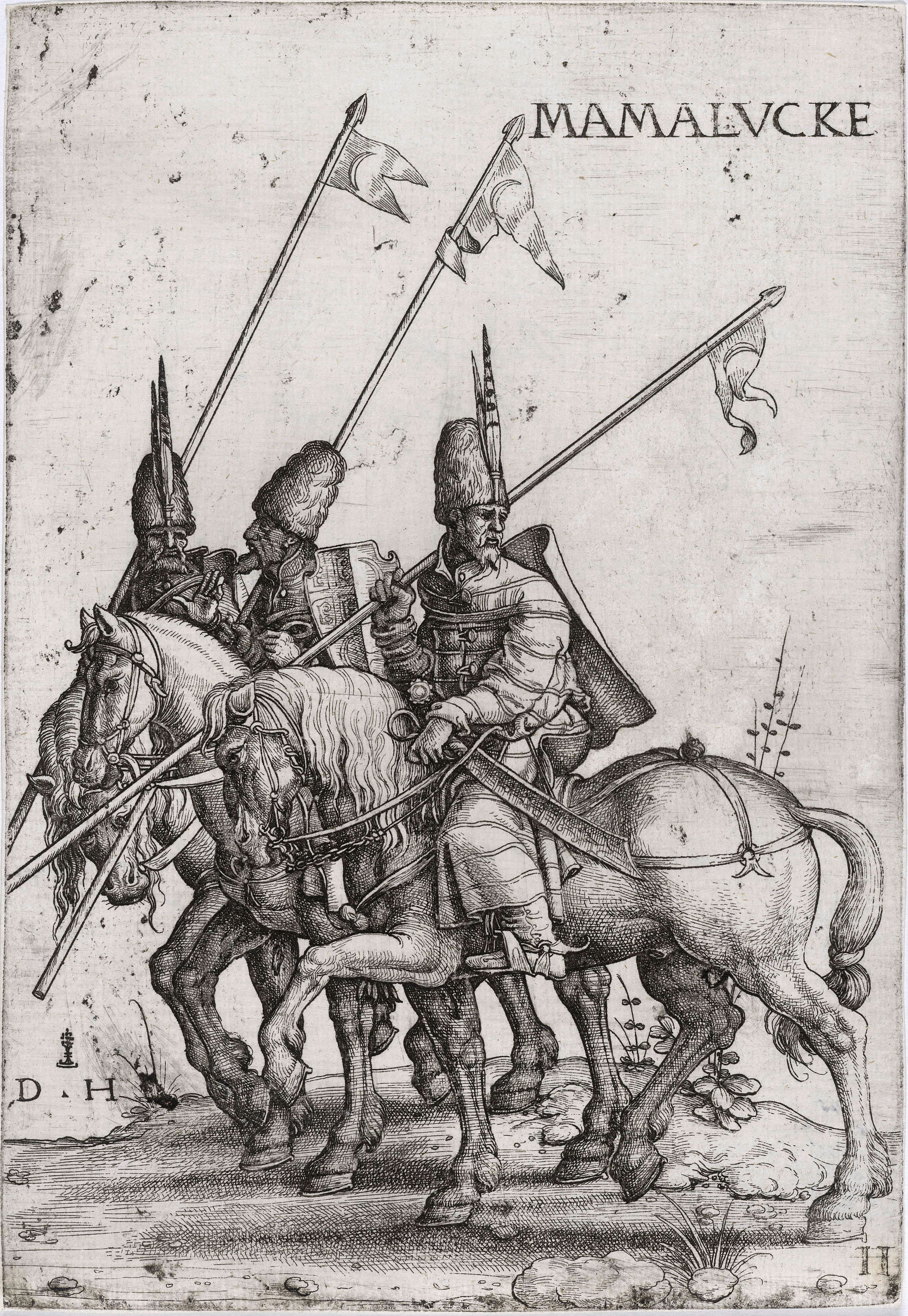
Lanciers mamelouks ottomans, début du XVIe siècle.

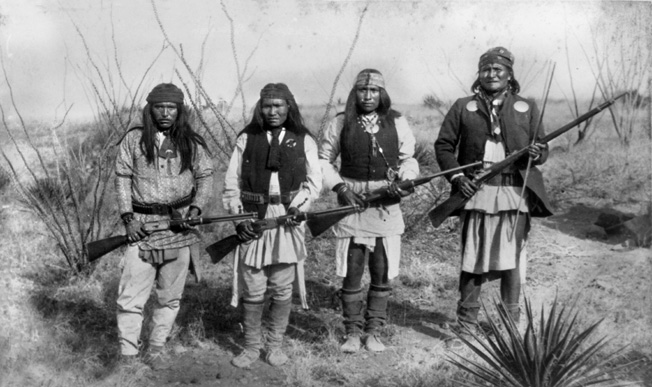
Geronimo (à droite) aux côtés de ses camarades guerriers Apache en 1886.

- Sicaires, mouvement juif du premier siècle s'opposant à l'occupation romaine de la Terre promise juive[14].
- Turbans Jaunes, paysans rebelles luttant contre la dynastie Han, dirigé par Zhang Jue
- La révolution abbasside a renversé la dynastie des Omeyyades sous Abou Muslim, causée par la discrimination contre les musulmans non arabes et la corruption du gouvernement.
- Mamelouks, esclaves turcs ayant renversé la dynastie Ayyoubide.
- En opposition à la domination britannique en Irlande et aux plantations en Irlande qui suivront, la population gaélique indigène (parfois avec et contre les seigneurs Hiberno-Normands) lance la campagne Bruce en Irlande (1315-1318), les rébellions du Desmond (1569-1573 et 1579-1583), la guerre de Neuf Ans, également connue sous le nom de rébellion de Tyrone (1593-1603), la rébellion irlandaise de 1641 et les guerres confédérées Irlandaises qui suivront (1641-1653), la guerre Williamite en Irlande (en) (1688-1691) , la rébellion irlandaise de 1798, également connue sous le nom de rébellion des Irlandais unis, et la guerre de la dîme (en) (1831-1836)[15].
- Soulèvements jacobites, série de rébellions, de soulèvements et de guerres pour rétablir la dynastie Stuart.
- Forces continentales américaines de la guerre d'indépendance américaine, mouvement de résistance contre l'Empire britannique.
  - François Marion était un partisan de la guerre d'indépendance américaine qui a dirigé un mouvement de guérilla partisan contre la Grande-Bretagne.
- Autochtones d'Australie dans l'histoire ancienne de l'Australie
  - Pemulwuy – indigène australien ayant résisté à la colonisation européenne de l'Australie. En 1797, un état de guérilla demeure entre les peuples autochtones et les communautés de colons à Sydney. Les aborigènes sont dirigés par Pemulwuy, un membre de la tribu Bidjigal occupant les terres. Pemulwuy est finalement abattu par Henry Hacking en 1802[16].
  - Jandamarra (en) – premier autochtone  Australien à utiliser des armes à feu et à mener une guerre organisée contre les colons ; menant une guerre contre les colons euro-australiens pendant trois ans, de 1894 à 1897. Le mouvement de résistance prit fin lorsque Jandamarra fut abattu par un traqueur aborigène.
- Des mouvements de résistance contre la France ont également émergé pendant les guerres napoléoniennes.
  - L'invasion de l'Espagne par Bonaparte en 1808 déclencha un mouvement de résistance par des troupes irrégulières.
  - Landsturm - groupes de résistance allemands luttant contre les Français pendant les guerres napoléoniennes.
- Certains Amérindiens pendant la Destinée manifeste.
  - Tsali (en) – membre du peuple Cherokees ayant dirigé un petit groupe contre l'armée des États-Unis à l'époque de la Piste des larmes.
  - Osceola – influent chef Seminole ayant résisté à la déportation pendant la déportation des Amérindiens.
- Pendant la guerre de Sécession, plusieurs mouvements de résistance se forment au sein des protagonistes.
  - Bushwhackers – guérilleros confédérés se livrant à des raids, des vols et des massacres contre les forces de l'Union et leurs citoyens affiliés. Ils continueront à résister pendant quelques années après la fin de la guerre civile américaine. Responsable du massacre de Lawrence.
  - Jayhawkers – guérilleros de l'Union se livrant à des raids, des vols et des massacres contre les forces confédérés et leurs citoyens affiliés. Actifs pendant le Bleeding Kansas. Le membre le plus éminent est John Brown, responsable du massacre de Pottawatomie et du raid de John Brown contre Harpers Ferry.
- Carbonari – mouvement italien du XIXe siècle résistant à la domination autrichienne ou bourbonienne.
- Gouvernement national polonais – autorité suprême polonaise clandestine lors du soulèvement de Janvier contre l’occupation russe de la Pologne. En 1863-1864, il s’agit d’un véritable gouvernement fantôme soutenu par une majorité de Polonais et constituait un problème important pour l’Okhrana, la police secrète de l’Empire russe.
- Mouvement de résistance d'Andrés Avelino Cáceres contre l'invasion des forces chiliennes pendant la guerre du Pacifique.
- Katipunan – organisation philippine ayant lancé la révolution philippine de 1896 contre les colons espagnols et qui a abouti à la dissolution de la république de Biak-na-Bato et à l'exil du gouvernement philippin dirigé par Emilio Aguinaldo.

### Avant la Seconde Guerre mondiale

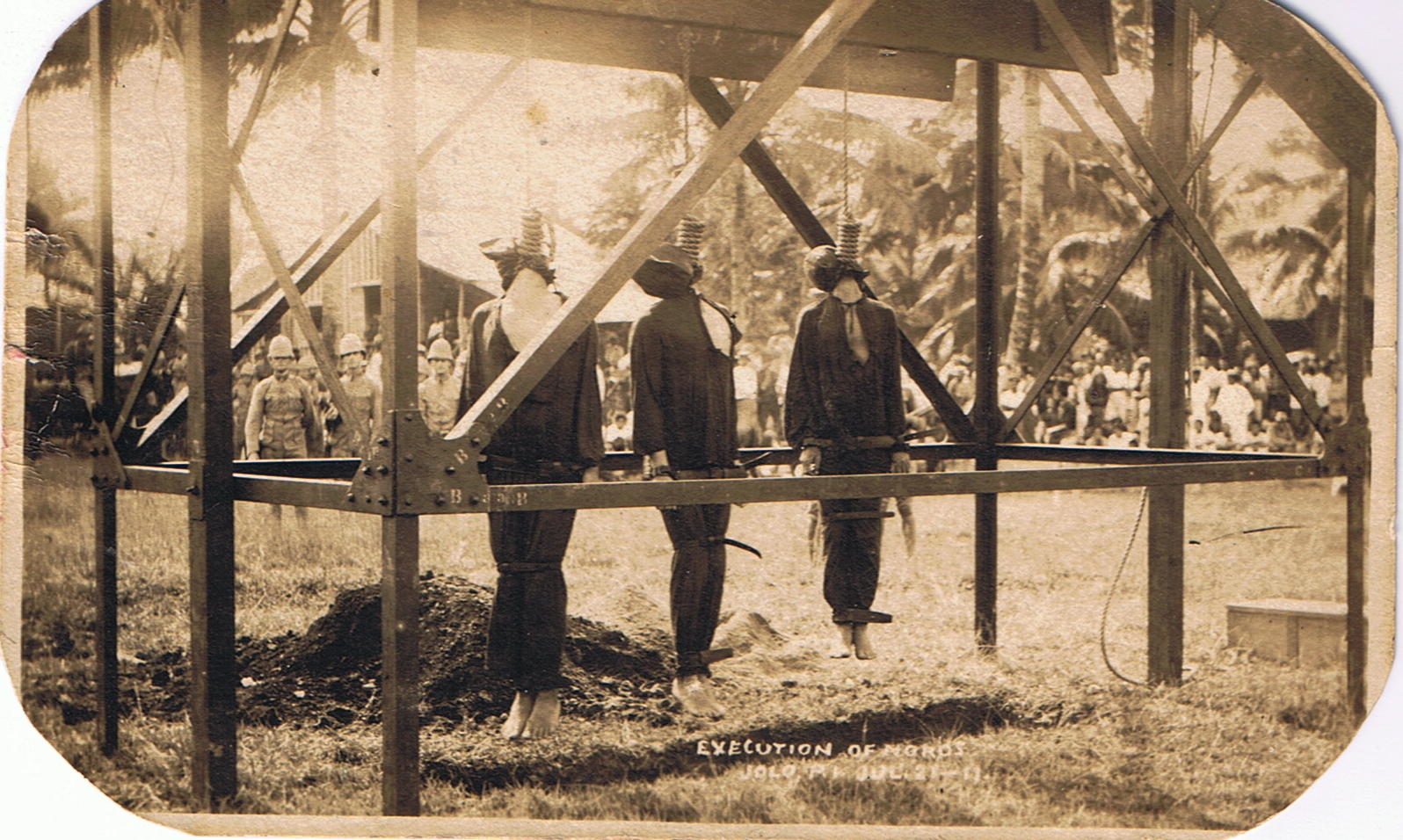
Trois rebelles philippins Moro pendus par les Américains à Jolo pendant la.

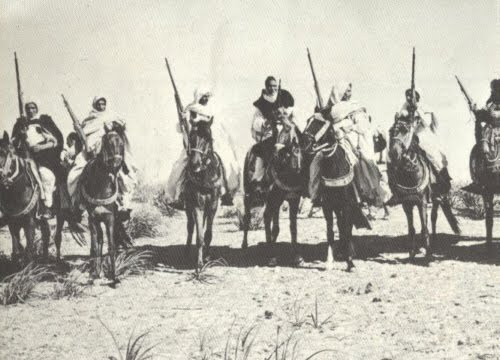
Omar Mukhtar a dirigé les Moudjahidines libyens contre les forces impérialistes de l'Italie fasciste.

- Unités de guérilla philippine après la fin officielle de la guerre américano-philippine (1902-1913)
- Parti communiste chinois
  - Armée rouge chinoise
  - République soviétique chinoise
  - Chine sous contrôle communiste (1927-1949)
  - Gouvernement populaire du Fujian
  - Soviet de Yan'an
- Charlemagne Péralte et ses rebelles Cacos (en) qui ont résisté à l'occupation américaine d'Haïti.
- Corps francs
- Forces ukrainiennes dans la guerre d'indépendance ukrainienne (1917-1921)
- Maison des Saoud
  - Ikhwan
- Guérilleros forestiers (en) (1921-1922)
- Augusto César Sandino a mené une rébellion contre l'occupation américaine du Nicaragua.
- Aiglons de Lwów (en)
- Lions noirs (en) (1936)
- Armée républicaine irlandaise (1918-1922)
- Mouvement national turc (en)
  - Association pour la défense des droits de l'Anatolie et de la Roumélie (en)
- TIGR (1927-1941)
- Oustachis – Mouvement de résistance nationaliste et fasciste croate contre le royaume de Yougoslavie
- Mouvement blanc
  - Alliance nationale des solidaristes russes

### Seconde Guerre mondiale
- Mouvement de résistance albanaise
  - Mouvement de libération nationale albanais
- Résistance autrichienne (O5)
- Résistance intérieure belge
- Mouvements de résistance britanniques
  - SIS Section D et Section VII (organisations de résistance prévues)
  - Résistance pendant l'occupation allemande des îles Anglo-Normandes (en)
  - Les Unités auxiliaires, organisées par le colonel Colin Gubbins comme un potentiel mouvement de résistance britannique contre une éventuelle invasion des îles britanniques par les forces nazies, notent qu'il s'agissait du seul mouvement de résistance établi avant l'invasion, même si l'invasion n'a jamais eu lieu.
- Mouvement de résistance bulgare (en)
- Mouvement de résistance birman (en)
- Résistance antisoviétique tchétchène
- Armées de volontaires anti-japonaises
  - Armée anti-japonaise pour le salut du pays
  - Armée du salut national du peuple chinois
  - Armée du salut national du Heilungkiang
  - Armée d'autodéfense du Jilin
  - Armée du salut national anti-japonaise du Nord-Est
  - Armée unie anti-japonaise du Nord-Est
  - Armée volontaire anti-japonaise populaire du Nord-Est
  - Armée brave et loyale du Nord-Est
  - Armée révolutionnaire populaire du Nord-Est
  - Combattants braves et vertueux volontaires du Nord-Est
  - Mouvements de résistance de Hong Kong
    - Gangjiu dadui (grande armée Hong Kong-Kowloon)
    - East River Column (en) (guérillas de Dongjiang, organisation du sud de la Chine et de Hong Kong)

  - Musulmans chinois dans la seconde guerre sino-japonaise (en)
    - Détachement musulman (回民義勇隊 Huimin Zhidui)
    - Corps musulman
- Mouvement de résistance tchèque
- Mouvement de résistance danois
  - Conseil danois de la liberté
- Résistance néerlandaise
  - Groupe Stijkel (en)
  - Résistance de Valkenburg (en)
- Mouvement de résistance estonien
- Frères de la forêt
- Mouvement de résistance français (liste)
  - Bureau central de renseignements et d'action
  - Conseil national de la Résistance
  - Francs-tireurs et partisans
  - Forces françaises libres
  - Forces françaises de l'intérieur
  - Maquis
  - Réseau Pat O'Leary
- Résistance allemande au nazisme
  - Groupe Bästlein-Jacob-Abshagen (en)
  - Église confessante
  - Pirates Edelweiss
  - Groupe d'Ehrenfeld
  - Union européenne
  - Cercle de Kreisau
  - Comité national pour une Allemagne libre
  - Neu Beginnen
  - Orchestre rouge
  - Groupe Robert Uhrig
  - Organisation Saefkow-Jacob-Bästlein (en)
  - Cercle Solf
  - Vierergruppe (en)
  - Rose blanche
- Résistance allemande pro-nazie
  - Volkssturm – un groupe de résistance allemande et une milice créée par le NSDAP vers la fin de la Seconde Guerre mondiale.
  - Werwolf – guérillas allemandes résistant à l'occupation alliée de l'Allemagne, 1945
- Mouvement de résistance grec
  - Résistance crétoise
  - Front de libération nationale (EAM) et l'Armée populaire de libération nationale grecque (ELAS), forces de guérilla de l'EAM
  - Ligue nationale démocratique grecque (EDES)
  - Libération nationale et sociale (EKKA)
- Mouvements de résistance indienne :
  - Quit India, résistance anti-britannique en grande partie non-violente sur le territoire indien
  - Azad Hind
    - Armée nationale indienne, force indienne combattant aux côtés du Japon impérial contre les forces alliées
    - Armée indienne libre, unité indienne dans l'Allemagne nazie luttant contre les Alliés pour l'indépendance de l'Inde
- Résistance italienne contre le fascisme
  - Arditi del Popolo
  - Réseau clandestin d'Assise (it)
  - Brigate Fiamme Verdi (en)
  - Comité de libération nationale
  - Concentrazione Antifascista Italiana
  - DELASEM (en)
  - Democrazia Cristiana
  - Quatre journées de Naples
  - Résistance romaine
  - Giustizia e Libertà
  - Guerre civile italienne
  - Armée, marine et aéronautique co-belligérante italienne
  - Parti communiste italien
  - Républiques partisanes italiennes
  - Parti Socialiste Italien
  - Parti démocrate du travail
  - Mouvement communiste d'Italie
  - Comité national de libération de l'Italie du Nord (en)
  - Partito d'Azione
  - Scintilla (en)
- Résistance pro-fasciste italienne
  - Brigate Nere
  - Guérilla italienne en Éthiopie
- Résistance anti-impériale japonaise
  - Dissidence dans les forces armées de l'empire du Japon (en)
    - Parti communiste japonais
    - Ligue d'émancipation du peuple japonais
- Résistance pro-impériale japonaise
  - Soldats japonais restants
  - Corps combattants des citoyens patriotiques
- Mouvement de résistance juive, y compris les partisans juifs et le Comité juif antifasciste
  - Mouvement de résistance à Auschwitz
- Mouvement d'indépendance coréen
  - Gouvernement provisoire de la République de Corée
    - Armée de libération de Corée

  - Armée des volontaires coréens (en)
- Mouvement de résistance letton
- Résistance lituanienne
- Mouvements de résistance lituaniens, lettons et estoniens (en) (Frères de la forêt, partisans lettons (en) et partisans lituaniens) pendant l'occupation et annexion des pays baltes.
- Mouvement de résistance luxembourgeois
- Mouvement de résistance norvégien
- Mouvement de résistance roumain
- Mouvement de résistance philippin (Plusieurs organisations, souvent opposées, étaient actives pendant l'occupation japonaise)
- État polonais clandestin et résistance polonaise, telles que :
  - Armia Krajowa, armée clandestine polonaise pendant la Seconde Guerre mondiale (400 000 membres assermentés)
  - Narodowe Siły Zbrojne
  - Bataliony Chłopskie
  - Gwardia Ludowa (Garde populaire) et Armia Ludowa (Armée populaire)
  - Żydowska Organizacja Bojowa (ZOB, l'Organisation juive de combat), mouvement de résistance juive ayant dirigé le soulèvement du ghetto de Varsovie en 1943.
  - Żydowski Związek Wojskowy (ZZW, l'Union juive combattante), mouvement de résistance juive ayant dirigé l'insurrection du ghetto de Varsovie en 1943.
- Collaboration en Union soviétique occupée par l'Allemagne (en)
  - Partisans anti-soviétiques (en)
  - Comité pour la libération des peuples de Russie (en) (mouvement de résistance collaborationniste pro-nazi russe)
    - Armée de libération russe

  - Opération GULAG (en)
  - République de Lokot
  - Parti fasciste russe
  - Union pour la lutte et la libération des peuples de Russie (en)
  - Membres du Mouvement blanc au sein des cercles pro-nazis
- Mouvement de résistance slovaque
- Partisans soviétiques ayant des cellules organisées par Moscou et formées spontanément pour s'opposer à l'occupation allemande.
  - Partisans soviétiques en Biélorussie
  - Partisans soviétiques en Estonie (en)
  - Partisans soviétiques en Lettonie (en)
  - Partisans soviétiques en Moldavie (en)
  - Partisans soviétiques en Finlande (en)
  - Partisans soviétiques en Pologne
  - Jeune Garde (résistance soviétique) (en)
- Mouvement de résistance thaïlandais
- Mouvements de résistance ukrainiens :
  - Armée insurrectionnelle ukrainienne (mouvement de résistance anti-allemand, anti-soviétique et anti-polonais)
    - Résistance anti-soviétique de l'UPA (1944 - 1960)

  - Armée révolutionnaire populaire ukrainienne (mouvement de résistance anti-allemand, anti-soviétique et anti-polonais)
- Mouvements de résistance yougoslaves :
  - Armée yougoslave dans la patrie – Tchetniks
    - Garde bleue (en) – Tchetniks slovènes

  - Armée de libération nationale – Partisans
    - Partisans croates (en)
    - Partisans macédoniens
    - Partisans serbes
    - Partisans slovènes (en)
      - Trieste, Istrie, Gorizia et Rijeka (mouvement de résistance anti-italien)
- Viêt-Minh

### Après la Seconde Guerre mondiale

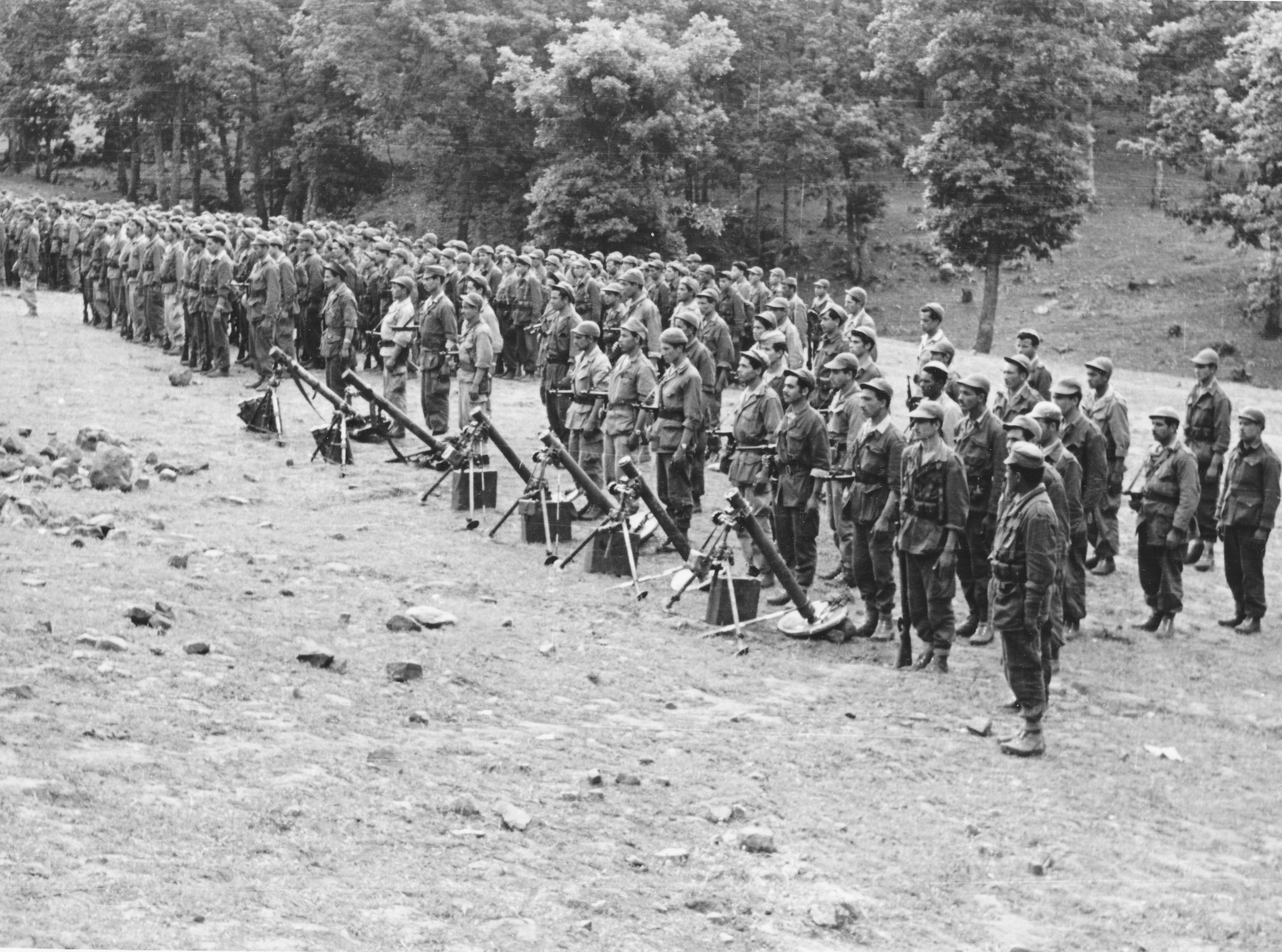
Armée de libération nationale algérienne pendant la guerre d'Algérie contre l'occupation française.

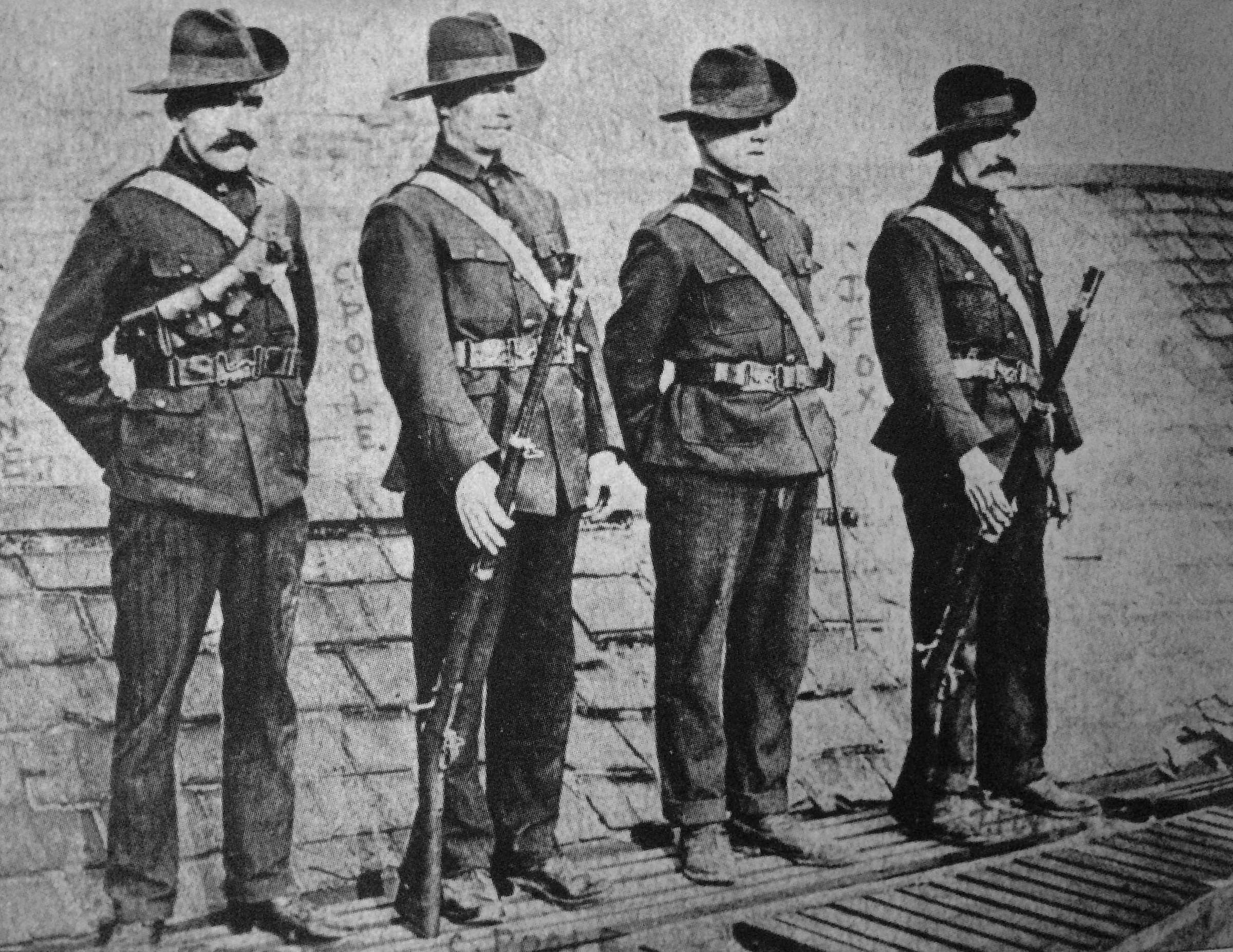
Armée citoyenne irlandaise.

#### Afrique
- Conflit en Casamance
- Crise dans le delta du Niger
- Front de libération de l'enclave de Cabinda
- Harakat al-Shabaab Mujahideen
- Armée de résistance du Seigneur
- Mai-Mai
- Mouvement du 23 mars
- Mau Mau
- MPLA
- Front national de libération de l'Ogaden
- Armée de libération du Soudan
- Armée de libération symbionaise
- Umkhonto we Sizwe/Congrès National Africain
- ActionSA et mouvement de résistance afrikaner en Afrique du Sud post-apartheid.
- ZANU-PF

#### Asie de l'Est, Asie du Sud-Est et Océanie
- Parti islamique du Turkestan
- Organisation pour une Papouasie libre
- Insurrection du Kuomintang en Chine
  - Insurrection islamique du Kuomintang (en)
  - Kuomintang en Birmanie (en)
- Nouvelle Armée populaire
- Pathet Lao
- Armée populaire de libération / Parti communiste chinois
- Insurrection dans le Sud de la Thaïlande
- Mouvement de résistance tibétain (en)
  - Armée nationale volontaire de défense
  - Chushi Gangdruk
- Viêt-Cong
- Viêt-Minh

#### Europe
- Insurrection albanaise en Yougoslavie
  - Armée de libération du Kosovo
  - Corps de protection du Kosovo (en)
  - Armée de libération nationale
  - Armée de libération de Preševo, Medveđa et Bujanovac
- Résistance anticommuniste en Pologne
- Émirat du Caucase
- Armée républicaine irlandaise de la Continuité
- Croisés
- Soldats maudits
- Free Wales Army
- Armée populaire de libération nationale grecque
- Soulèvement hongrois
- Irish National Liberation Army
- Irish People's Liberation Organisation
- Armée républicaine irlandaise
- Guérilla en Ciscaucasie
- Mudiad Amddiffyn Cymru (en)
- Front de libération nationale de la Corse
- Óglaigh na hÉireann
- Printemps de Prague
- Armée républicaine irlandaise provisoire
- Real Irish Republican Army
- Résistance anticommuniste roumaine
- Guérilla anti-franquiste
- Résistance ukrainienne lors de l'invasion de l'Ukraine par la Russie
  - Ruban jaune (mouvement)
- Mouvement partisan en Russie et en Biélorussie
  - Déclaration d'Irpin
- Société des Irlandais unis

#### Moyen-Orient
- Résistance arménienne
- Moudjahidines afghans
- Courant patriotique libre
- Armée syrienne libre
- Front pour la libération du Golan
- Résistance verte (en)
- Al-Qaïda au Maghreb islamique
- Guérilla irakienne
- Taliban (2001 à 2021)
- République islamique d'Afghanistan
  - Front national de résistance
- Hezbollah[17]
- Houthis
- Forces de mobilisation populaire
- Front libanais/Forces libanaises (1975-1990)
- Front de libération nationale (Algérie)
- Combattants palestiniens
  - Brigade des martyrs d'Al-Aqsa
  - Front démocratique pour la libération de la Palestine
  - Hamas[18]
  - Djihad islamique palestinien
  - Organisation de libération de la Palestine
  - Front populaire pour la libération de la Palestine
- Front Polisario
- Organisation des moudjahiddines du peuple iranien
- Mouvement pacifique du sud

#### Sous-continent indien
- Mukti Bahini
- Parti nationaliste du Bangladesh
- Bhutan Tiger Force
- Mouvement pour l'indépendance de l'Inde et pour le Pakistan
- Insurrection au Jammu-et-Cachemire
- Khalistan
- Sindhudesh
- Tigres tamouls

#### Hémisphère occidental
- American Indian Movement
- Black Guerrilla Family
- Black Panther Party
- Contras de Nicaragua
- Front Farabundo Martí de libération nationale
- Forces armées révolutionnaires de Colombie
- Front de libération du Québec
- Fruit of Islam
- Forces armées de libération nationale portoricaine (en)
- Unité révolutionnaire nationale guatémaltèque
- Los Macheteros (en)
- MOVE
- Montoneros, Armée révolutionnaire du peuple, Forces armées péronistes d'Argentine
- Guérilla de Ñancahuazú
- Armée du peuple paraguayen
- Armée révolutionnaire populaire (en)
- Sandiniste
- Sentier lumineux
- Mouvement révolutionnaire Túpac Amaru
- Tupamaros
- Weather Underground
- Zapatistes

## Individus notables dans les mouvements de résistance

### Seconde Guerre mondiale
- Mordechaj Anielewicz
- Josip Broz Tito
- Draža Mihailović
- Charles de Gaulle
- Mildred Harnack
- Jan Karski
- Henryk Iwański
- Marcel Louette
- Max Manus
- Jean Moulin
- Christian Pineau
- Hannie Schaft
- Aris Velouchiotis
- Mao Zedong
- Chiang Kai-shek
- Sandro Pertini
- Luigi Longo
- Ferruccio Parri
- Witold Pilecki
- Sophie Scholl
- Haile Selassie
- Gunnar Sønsteby

### Autres mouvements et figures de la résistance
- Chef Mkwawa d'Uhehe
- Chef Kimweri du Tanganyika
- Kinjekitile Ng'wale
- Michel Aoun
- Hassan Nasrallah
- Buenaventura Durruti
- Corazon Aquino
- Giuseppe Garibaldi
- Geronimo
- Ho Chi Minh
- Kim Ku
- Juan Peron
- Lembitu
- Louis-Joseph Papineau
- Nestor Makhno
- Maria Nikiforova
- Osceola
- Red Cloud
- Robin Hood
- Juba
- Rummu Jüri
- Osman Batur
- Mustafa Kemal Atatürk
- Jarnail Singh Bhindranwale
- Pancho Villa
- Emiliano Zapata
- Ernesto Guevara
- Abbas al-Musawi
- Russell Means
- Leonard Peltier
- John Brown
- Oussama Ben Laden
- Cochise
- William Quantrill
- Crazy Horse
- Tecumseh
- Fidel Castro
- Vladimir Lénine
- Leon Trotsky
- Sitting Bull
- Mangas Coloradas
- Alfred le Grand
- El Cid
- Lawrence of Arabia
- Charlemagne Péralte
- Boudica
- King Arthur
- Spartacus
- Charles Martel
- Nat Turner
- Toussaint Louverture
- Jean-Jacques Dessalines
- Sans-Souci
- Nelson Mandela
- William Wallace
- Robert the Bruce
- Little Turtle
- Mahatma Gandhi
- Marvin Heemeyer
- République de l'Île de la Rose
- Blocage de Telegram en Russie